# Baikiaea plurijuga

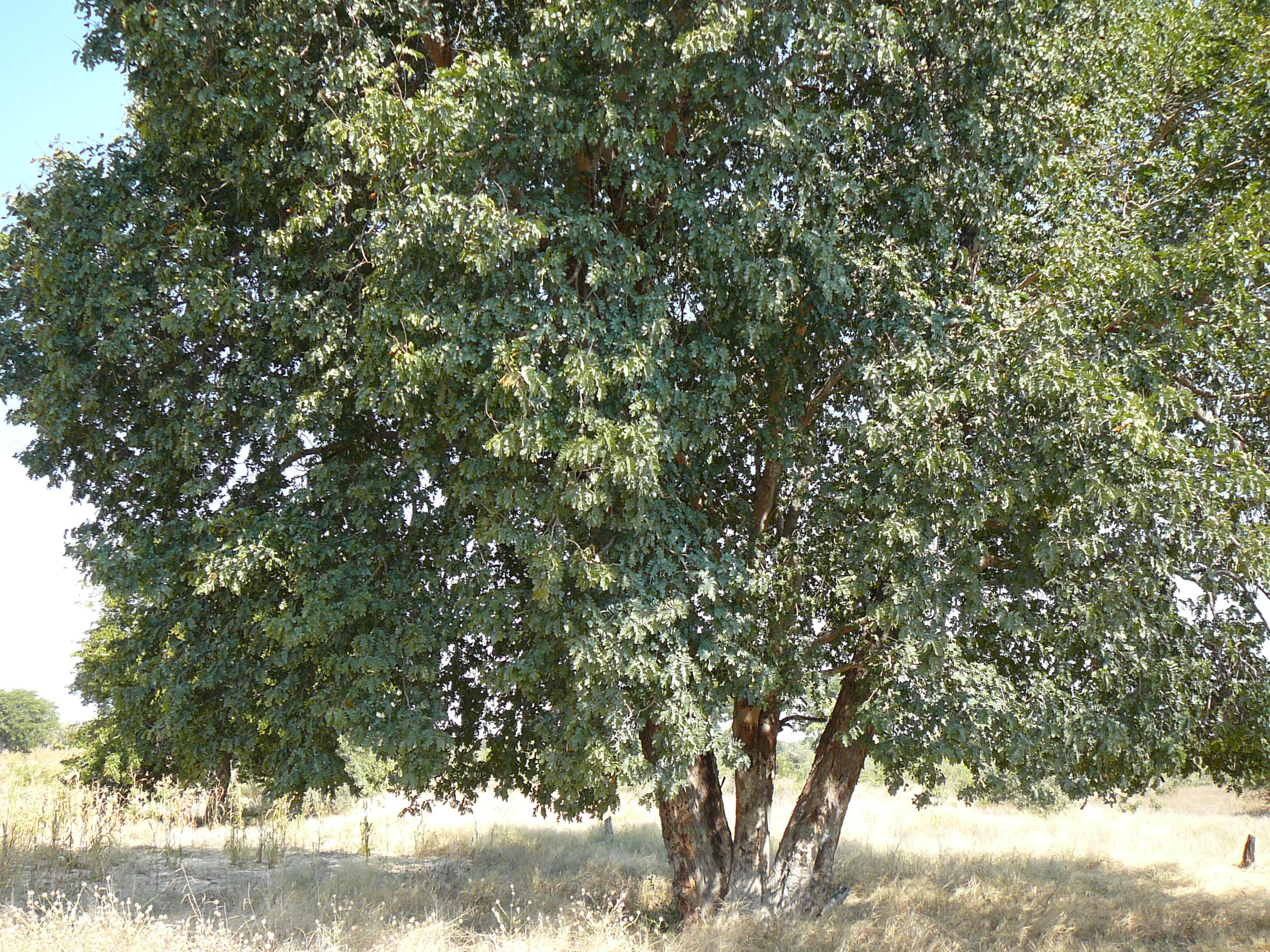
Baikiaea plurijuga - MHNT

Baikiaea plurijuga, được biết với tên Rhodesian Teak, Zambian Teak hay Zambesi Redwood là một loài rau đậu thuộc họ Fabaceae. 
Nó tạo thành một loại gỗ cứng dày đặc trị kháng mối mọt của nó, được sử dụng cho tà vẹt đường sắt, trong xây dựng và sản xuất đồ gỗ. Rừng tếch sâu rộng trong một số phần của phạm vi của nó (ví dụ như ở Mulobezi, Zambia) đã bị khai thác gỗ công nghiệp thương mại.
Nó được tìm thấy ở Angola, Botswana, Namibia, Zambia, and Zimbabwe.